# William Vermillion Houston
William Vermillion Houston, född den 19 januari 1900 i Mount Gilead, Ohio, USA, död den 22 augusti 1968 i Edinburgh, Skottland, var en amerikansk fysiker som framförallt studerade spektroskopi och fasta tillståndets fysik.
Houston tog en bachelorexamen vid Ohio State University, läste fysik vid University of Chicago under Albert A. Michelson och Robert Millikan vilket resulterade i en mastersexamen och återvände till Ohio State där han avlade doktorsexamen med avhandlingen Structure of the red line of hydrogen and the interpretation of doublets in other elements 1925 under Alfred Dodge Cole (1861-1928).
Därefter var han fram till 1946 verksam (från 1931 som ordinarie professor) vid California Institute of Technology i Pasadena och från 1946 till sin död 1968, var han professor i fysik vid Rice University i Houston. Han blev Rice Universitys rektor ("president") 1947 och satt kvar på posten till 1961 då han avgick på grund av sjukdom (han behöll sin professur).
1927 tilldelades Houston ett Guggenheimstipendium och åkte till Tyskland där han studerade under Arnold Sommerfeld och Werner Heisenberg 1927-1928.
Han valdes in i National Academy of Sciences 1943 och satt i dess råd ("council") mellan 1959 och 1962. Därutöver var han ordförande ("president") för American Physical Society 1962.